# Сара Чонси Улси
Сара Чонси Улси (на английски: Sarah Chauncey Woolsey) е американска писателка на произведения за деца. Пише под псевдонима Сюзан Кулидж (на английски: Susan Coolidge).

## Биография и творчество
Сара Чонси Улси е родена на 29 януари 1835 г. в Кливланд, Охайо, САЩ, в богатото и влиятелно семейство на Джон Мъмфорд Улси и Джейн Андрюс, което е тясно свързано с Йейлския университет. Има четири по-малки братя и сестри – Джейн (1836), Елизабет (1838), Теодора (1840), и Уилям (1842). Прекарва по-голяма част от детството си в Ню Хейвън, Кънектикът, където семейството ѝ се премества през 1852 г. В техния дом има много книги и тя се отдава от малка на четенето. Учи в частни училища в Кливланд, а после в Помощното училище г-жа Хъбард в Хановер, Ню Хейвън, където проявява особен интерес към историята и литературата.
Сара Улси работи като медицинска сестра по време на Американската гражданска война (1861 – 1865), където тя постъпва в армията като доброволка и проявява голяма енергичност и всеотдайност в болничната дейност. След смъртта на баща си през 1870 г. прекарва, заедно с майка си и сестрите си, две години в чужбина, главно в Италия. След завръщането си построяват очарователна къща в Нюпорт, щ. Роуд Айлънд, където живее до края на живота си, с изключение на летата, когато е в Катскилс, Мериленд.
Макар да се опитва да пише още от детството си, Сара Улси се отдава на писателската си кариера след войната. Първоначално публикува разкази и стихотворения в различни списания, а после романи и документални биографични произведения.
Сара Улси е най-известна с класическата си поредица от детски романи „Какво направи Кейти“, която създава от 1872 до 1890 г. Семейството на главната героиня Кейти Кар тя моделира по себе си и по своите сестри и братя.
Тя никога не се е омъжвала и няма деца. Нейната ярка личност и многостранните ѝ интереси я правят любимец на приятели и роднини. Тя пише лесно, говори добре и взема активно участие в религиозния и социален живот. Посвещава живота си за стимулиране на обществото в добиване на широки познания за литературата.
Сара Чонси Улси умира на 9 април 1905 г. в Нюпорт, Роуд Айлънд.

## Произведения

### Серия „Какво направи Кейти“ (What Katy Did)
1. What Katy Did (1872)
Какво направи Кейти, изд.: ИК „Пан“, София (1997), прев. Красимира Абаджиева, Пламен Дойнов
2. What Katy Did at School (1873)
Кейти на училище, изд.: ИК „Пан“, София (1998), прев. Антония Радкова
3. What Katy Did Next (1886)
Какво направи Кейти след това, изд.: ИК „Пан“, София (2000), прев. Юлияна Димитрова
4. Clover (1888)
5. In the High Valley (1890)

### Самостоятелни романи
- A Guernsey Lily: or How the Feud Was Healed; A Story for Girls and Boys (1880)
- A Little Country Girl (1885)
- Not Quite Eighteen (1894)
- Two Girls (1900)
- The Rule of Three (1904)

### Сборници
- Mischief's Thanksgiving (1874)
- For Summer Afternoons (1876)
- Verses (стихове) (1880)
- The Barberry Bush: And Eight Other Stories About Girls for Girls (1893)
- Last Verses (стихове) (1906)
- A Sheaf of Stories (1906)

### Документалистика
- The Autobiography and Correspondence of Mrs. Delaney (1879)
- The Diary and Letters of Frances Burney (1880)
- A Short History of the City of Philadelphia From Its Foundation to the Present Time (1887)

### Филмография
- 1952 How Does It End? – ТВ сериал
- 1962 Katy – ТВ сериал
- 1976 Katy – ТВ сериал
- 2004 What Katy Did – ТВ филм